# Lützerath
Lützerath ( pronúncia em alemão: [ˈlʏt͜səʁaːt] ) era uma aldeia da comarca de Erkelenz no estado alemão da Renânia do Norte-Vestfália, entre Aachen e Düsseldorf propriedade da empresa RWE Power AG. Essa aldeia que tinha em 1970, 105 habitantes, foi destruída no dia 19 de janeiro de 2023, para dar lugar a uma mina de carvão, e tornou-se um símbolo da resistência do grupos de ação climática contra os grandes grupos económicos de energia fóssil. Em 2013, o Tribunal Constitucional Federal da Alemanha decidiu a favor da expansão da mina a céu aberto Garzweiler II que destruirá Lützerath e eventualmente a substituirá por um lago. Um agricultor contestou os planos que foram aprovados pelo tribunal administrativo superior de Münster. Ativistas climáticos ocuparam as quintas vazias da vila,  e construiram casas nas árvores. Para salvar a aldeia, uma campanha chamada " Lützerath lebt " (Lützerath vive) começou.
Em outubro de 2022, o governo federal e o estado da Renânia do Norte-Vestfália anunciaram que a RWE eliminaria gradualmente a mineração de carvão na região até 2030, mas Lützerath ainda seria demolida. Os preparativos para o despejo começaram em janeiro de 2023.

## História
A aldeia de Lützerath foi mencionada pela primeira vez como Lutzelenrode em 1168. A área tinha várias fazendas, algumas pertenceram ao mosteiro cisterciense de Duisburgo até 1802. Eckhardt Heukamp tornou-se o proprietário da última fazenda restante. 

## Mineração
Em 2013, o Tribunal Constitucional Federal da Alemanha decidiu a favor da expansão da mina de superfície Garzweiler no estado alemão da Renânia do Norte-Vestfália, entre Aachen e Düsseldorf.  Acredita-se que haja 1,3 bilhão de toneladas de lignito  na área de Garzweiler II. A empresa de energia RWE previa remover mais de 600 milhões de toneladas por meio de mineração a céu aberto, o que exigiria a destruição de várias aldeias. 
A decisão de ampliar a mineração de lignito foi controversa e resultou no deslocamento de centenas de pessoas entre 2006 e outubro de 2022 para a aldeia de Immerath a Nova (a antiga tendo sida já destruída). Em 2018, 900 aldeões foram deslocados e vários edifícios, incluindo uma igreja, foram destruídos.  Em Erkelenz, as turbinas eólicas foram demolidas. 
Em 2021, a aldeia de Lützerath tornou-se o ponto central dos protestos contra a mina Garzweiler. As pessoas foram deslocadas da aldeia a partir de 2005; Só o senhor Heukamp se recusou a deixar sua terra. O governo estadual e a RWE pretendiam demolir Lützerath até o final de 2022, mas Heukamp apresentou uma ação em tribunal. O tribunal de Aachen decidiu a favor da RWE, e Heukamp recoureu para o tribunal administrativo superior em Münster então que a RWE prometia aguardar a decisão do tribunal. 
Em março de 2022, o tribunal decidiu novamente  a favor da RWE que poderia prosseguir com a mineração e tinha o direito de demolir a aldeia. O Sr. Heukamp deixou na altura sua fazenda. 

## Ocupação
A partir de 2020, ativistas climáticos começaram a se mudar para Lützerath, primeiro como inquilinos e depois ilegalmente. No final de 2022, havia cerca de 80 pessoas vivendo em fazendas ocupadas, barracas e casas na árvore. 
Para salvar a aldeia, uma campanha chamada Lützerath lebt (Lützerath vive) começou. Um ativista climático ganhou 50000 euros em um programa de televisão e prometeu gastar o dinheiro comprando terras na vila.
Em abril de 2022, 3500 pessoas se manifestaram contra a mina. 
Em outubro de 2022, o governo federal e o estado da Renânia do Norte-Vestfália anunciaram que a RWE eliminaria gradualmente a mineração de carvão na região até 2030. Lützerath ainda seria demolido, mas cinco outras aldeias seriam poupadas.  Os protestos aumentaram, com outro acampamento sendo montado em Keyenberg.

## Despejo
|                                   |  |                  |
| Antiga aldeia de Spenrath em 2007 |  | Spenrath em 2009 |

O tribunal de Heinsberg emitiu uma ordem permitindo osdespejos de Lützerath a partir de 10 de janeiro de 2023 e proibiu as pessoas de irem para lá. 
No dia 9 janeiro de 2023, segundo as declarações da iniciativa “Lützerath is alive” havia 700 manifestantes no povoado ocupado;  a polícia falava em cerca de 300 pessoas. 
No dia 14, uma aliança de várias organizações ambientais e de conservação da natureza, bem como iniciativas locais (Fridays for Future, Extinction Rebellion, Ende Gelände... , organizaram uma grande manifestação sob o lema Vamos para Lützerath! Contra o despejo – pela saída do carvão e justiça climática. Grupos de toda a Alemanha e de países vizinhos organizaram uma marcha de cerca de 15.000 pessoas (números da polícia) e 35.000 a 50.000 (números dos organizadores) em direção a Lützerath, onde ocorreu uma concentração, com um discurso de Greta Thunberg, que foi detida, pela polícia, pouco depois. No decorrer da tarde, vários manifestantes conseguiram chegar até a mina a céu aberto, então que outras centenas deles se dirigiram para a aldeia de Lützerath, que ainda estava ocupada e cercada, enquanto a polícia, tentava impedi-los com canhões de água. 
Depois duma vigorosa ação de despejo pela policia, no dia 16 de janeiro, os dois últimos ativistas deixaram a aldeia. Começou então a demolição dos edifícios e a derrubada de árvores no povoado.
A RWE não perdeu tempo e no dia 19 de janeiro, a aldeia já não existia, estava tudo destruído.

## Veja também

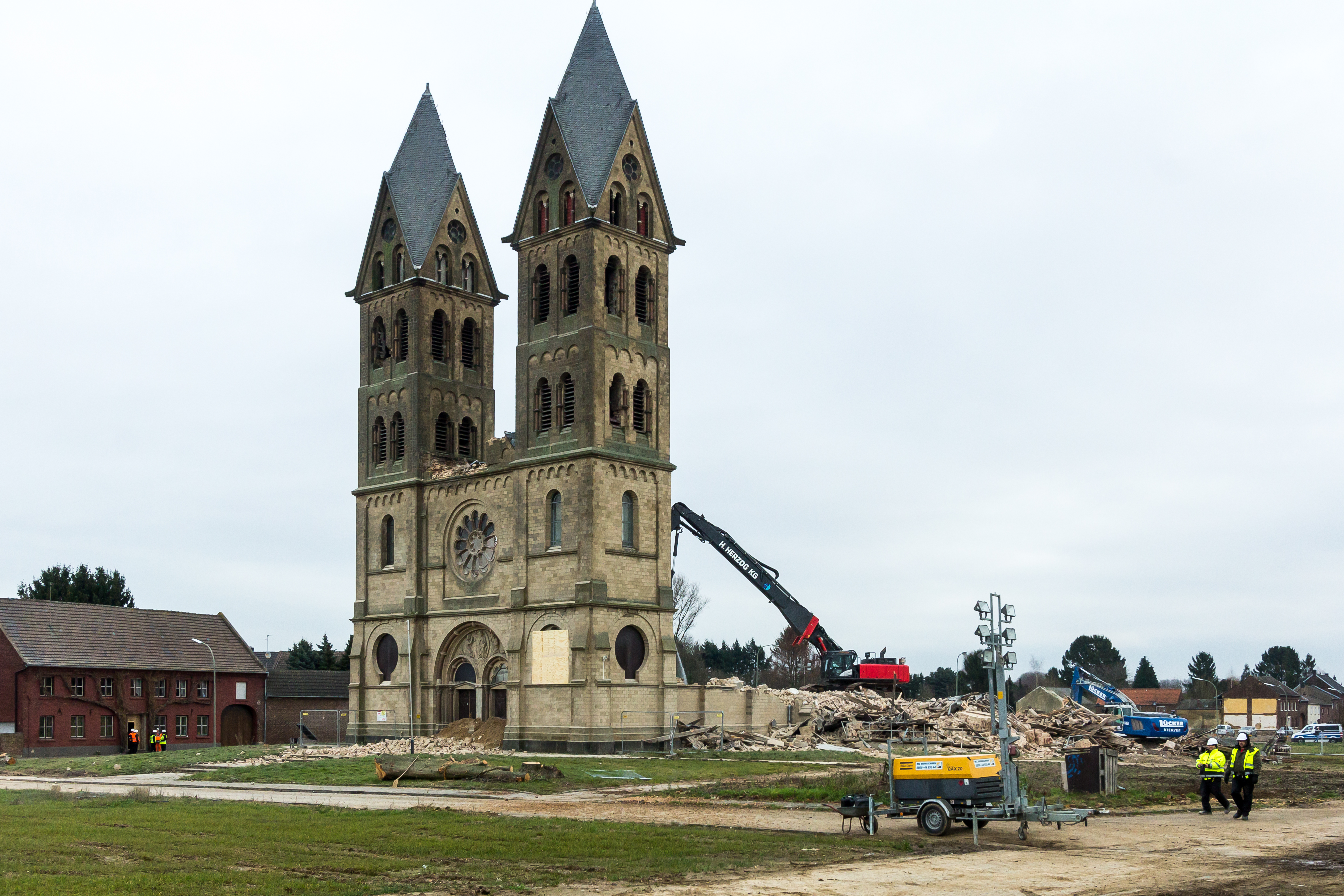
Demolição da Igreja de Immerathem 2018

## Referências

Minas de carvão de Garzweiler